# Linepithema inacatum
Linepithema inacatum é uma espécie de formiga do gênero Linepithema.